# Nowoczesna teoria monetarna
Nowoczesna teoria monetarna, nowoczesna teoria pieniądza (od ang. Modern Monetary Theory lub Modern Money Theory, skrót. MMT) – heterodoksyjna teoria makroekonomiczna, która opisuje walutę jako monopol publiczny dla rządu oraz bezrobocie jako dowód na to, że monopolista walutowy nadmiernie ogranicza podaż aktywów finansowych potrzebnych do płacenia podatków i zaspokajania pragnień oszczędnościowych. MMT stanowi ewolucję czartalizmu (doktryny ekonomicznej, według której pieniądz pochodzi od politycznych decyzji władz państwowych), w związku z tym jest czasami określane jako neoczartalizm.
Zwolennicy MMT argumentują, że rząd powinien stosować politykę fiskalną, aby osiągnąć pełne zatrudnienie, tworząc nowe pieniądze na sfinansowanie zakupów rządowych. Według zwolenników podstawowym ryzykiem po osiągnięciu przez gospodarkę pełnego zatrudnienia jest inflacja, której można zaradzić, podnosząc podatki i emitując obligacje w celu usunięcia nadmiaru pieniędzy z systemu. MMT spotkał się jednak z głosami krytyki ze strony współczesnych i znanych ekonomistów.

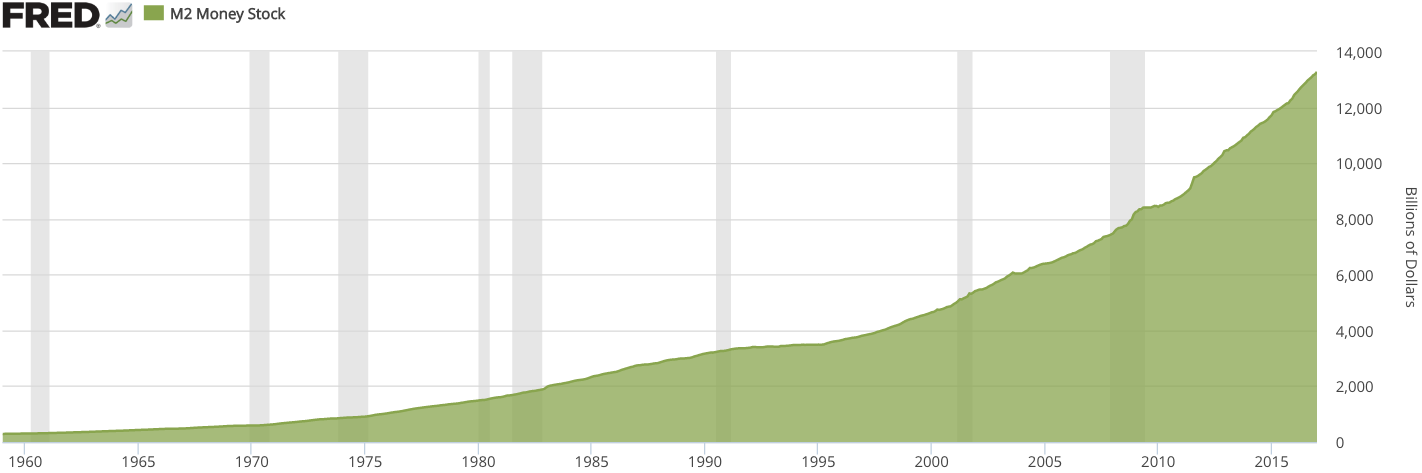
M2 Money Stock

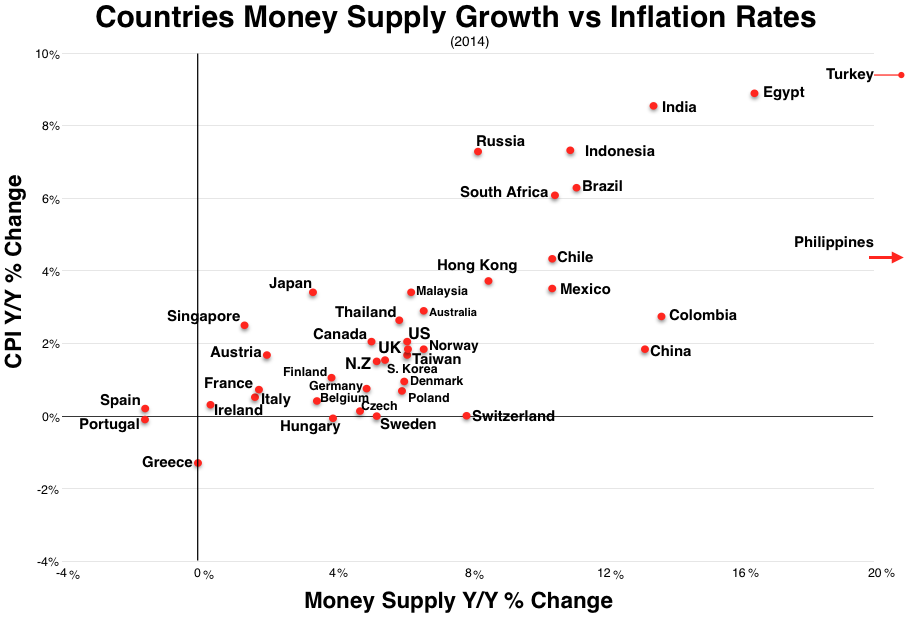
Wzrost podaży pieniądza a stopy inflacji

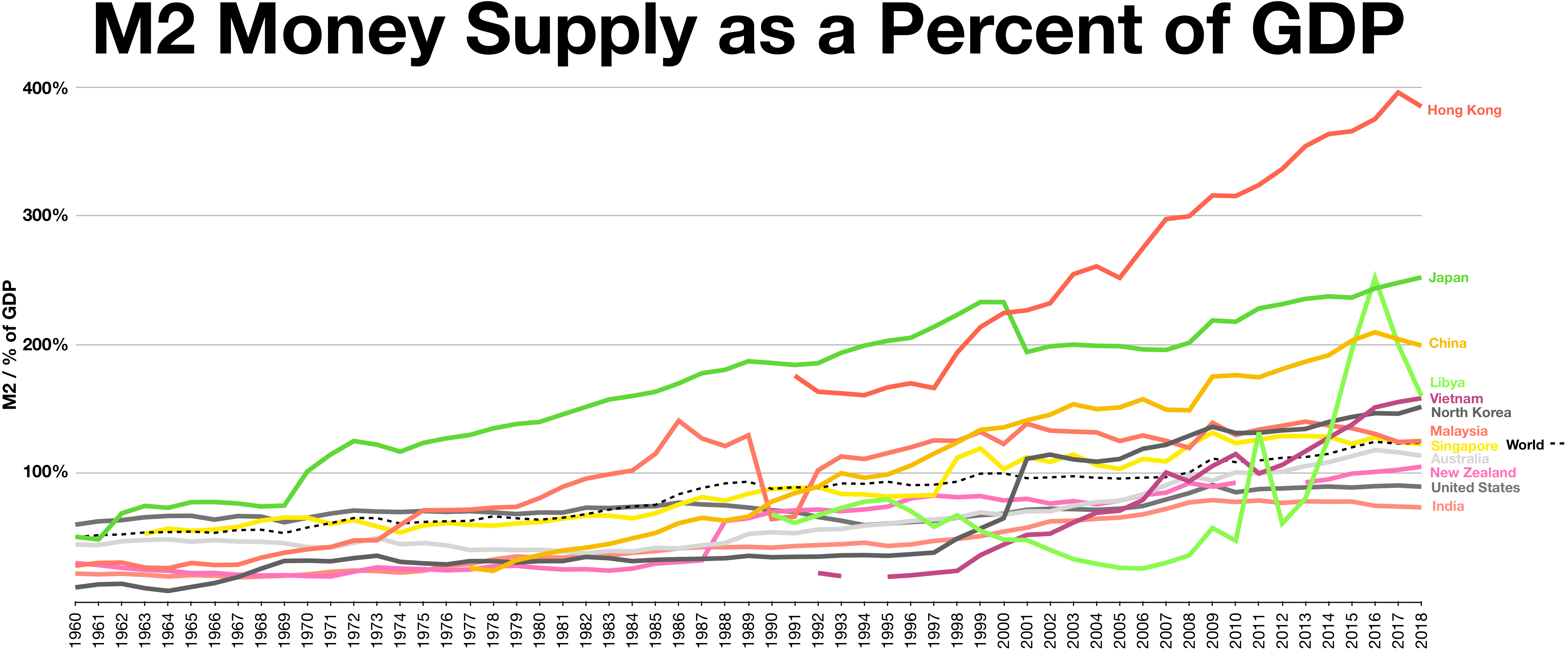
Agregat M2 jako % PKB

## Wprowadzenie
Rząd, kierując się zasadami współczesnej teorii monetarnej:
1. może płacić za towary, usługi i aktywa finansowe bez konieczności zbierania pieniędzy w formie podatków lub emisji długu przed takimi zakupami;
2. nie można go zmuszać do niewykonania zobowiązania w stosunku do długu denominowanego w jego własnej walucie;
3. jest ograniczony w tworzeniu pieniędzy i zakupach przez inflację, która przyspiesza, gdy realne zasoby (pracy, kapitału i zasobów naturalnych) gospodarki zostaną wykorzystane przy pełnym zatrudnieniu;
4. może kontrolować inflację ograniczającą popyt[5] poprzez opodatkowanie i emisję obligacji, które usuwają nadwyżkę pieniądza z obiegu, chociaż polityczna wola tego nie zawsze istnieje;
5. nie musi konkurować z sektorem prywatnym o ograniczone oszczędności poprzez emisję obligacji.

Te założenia podważają pogląd głównego nurtu ekonomii, że wydatki rządowe są finansowane z wyprzedzeniem z podatków i emisji długów.
Pierwsze cztery założenia MMT nie stoją w sprzeczności z ekonomią głównego nurtu pod względem sposobu kreacji pieniądza i działania inflacji. Na przykład, jak powiedział były prezes Fed Alan Greenspan:
„Stany Zjednoczone mogą spłacić wszelkie zadłużenie, ponieważ zawsze możemy wydrukować pieniądze, aby to zrobić. Zatem istnieje zerowe prawdopodobieństwo niewykonania zobowiązania.”
Jednak ekonomiści MMT nie zgadzają się z ekonomią głównego nurtu na temat piątej zasady, jeśli chodzi o wpływ na stopy procentowe.
Według zwolenników teorii MMT wielkość deficytu budżetowego nie ma znaczenia, kiedy rząd danego państwa posiada własną walutę. To twierdzenie wynika z porównania dwóch równań opisujących PKB.
Produkt Krajowy Brutto można zapisać od strony wydatkowej:
PKB = C + I + G + (X – M)
Albo od strony dochodowej:
PKB = C + S + T
Zestawiając te 2 równania uzyskujemy tak zwane równanie rachunku narodowego w formie bilansu sektorowego:
(I-S) + (G-T) + (X-M) = 0
(I-S) – bilans krajowego sektora prywatnego
(G-T) – deficyt budżetowy
(X – M) – rachunek bieżący
Upraszczając równanie poprzez dodanie bilansu krajowego sektora prywatnego i rachunku bieżącego uzyskujemy całościowy bilans sektora prywatnego. Można wtedy zauważyć, że bilans rządowy jest proporcjonalny do bilansu sektora prywatnego.

## Historia
MMT jest połączeniem poglądów Georga Friedricha Knappa („State Theory of Money”) i Alfreda Mitchell-Innesa („Credit Theory of Money”), propozycji finansowania funkcjonalnego Abby Lernera, poglądów Hymana Minsky’ego na system bankowy i podejścia Wynne Godleya.
Knapp, pisząc w 1905 r., argumentował, że „pieniądze są tworem prawa”, a nie towarem. Knapp porównał swoją państwową teorię pieniądza z poglądem złotego standardu na „metalizm”, w którym wartość jednostki waluty zależy od ilości zawartego w niej metalu szlachetnego lub na którą można go wymienić. Argumentował, że państwo może stworzyć czysty papierowy pieniądz i uczynić go wymiennym, uznając go za legalny środek płatniczy, przy czym kryterium dla pieniędzy państwa jest „to, co jest akceptowane w publicznych urzędach płatniczych”.
Panował pogląd, że pieniądz ewoluował z systemów wymiany, by stać się środkiem wymiany, ponieważ stanowił trwały towar o pewnej wartości użytkowej, ale zwolennicy MMT, tacy jak Randall Wray i Mathew Forstater, twierdzą, że bardziej ogólne stwierdzenia, które wydają się potwierdzać pogląd czartalistyczny na temat papierowych pieniędzy napędzanych podatkami, pojawiają się we wcześniejszych pismach wielu klasycznych ekonomistów tym Adama Smitha, Jean-Baptiste Say, JS Mill, Karola Marksa i Williama Stanleya Jevonsa.
Alfred Mitchell-Innes, pisząc w 1914 r., argumentował, że pieniądze istnieją nie jako środek wymiany, ale jako standard odroczonej płatności, a pieniądze rządowe są długami, które rząd może odzyskać poprzez opodatkowanie.
Knapp i „czartalizm” są przywoływane przez Johna Maynarda Keynesa na pierwszych stronach jego „Traktatu o pieniądzu” z 1930 r. i wydają się wpływać na keynesowskie idee dotyczące roli państwa w gospodarce.
W 1947 roku, kiedy Abba Lerner napisał artykuł „Pieniądz jako twór państwa”, ekonomiści w dużej mierze porzucili ideę, że wartość pieniądza jest ściśle związana ze złotem. Lerner argumentował, że odpowiedzialność za unikanie inflacji i depresji spoczywa na państwie ze względu na jego zdolność do tworzenia lub opodatkowania pieniędzy.
Ekonomiści Warren Mosler, L. Randall Wray, Stephanie Kelton, Bill Mitchell i Pavlina R. Tcherneva są w dużej mierze odpowiedzialni za ożywienie idei czartalizmu jako wyjaśnienia tworzenia pieniędzy; Wray odnosi się do tego odnowionego sformułowania jako neoczartalizmu.
W lutym 2019 r. opublikowano pierwszy podręcznik akademicki oparty na teorii.

## Teoria
W latach 40 XX w. amerykańsko – rumuński ekonomista Abba Lerner postulował, aby wydatki, zarobki i gospodarka współdziałały ze sobą na rzecz pełnego zatrudnienia. Według niego głównym zadaniem rządu było zapewnienia takich warunków, aby poprzednie 3 składniki mogły działać. W przeciwnym razie państwu grozi recesja. Głównym założeniem MMT na podstawie poglądów Abby Lernera jest fakt, że państwo nie może zbankrutować, jeżeli nie będzie równoważyło wydatków z przychodami. Według zwolenników MMT przy zwiększaniu poziomu wydatków nie grozi danemu państwu zwiększająca się inflacja do czasu osiągnięcia stanu pełnego zatrudnienia. Aby kontrolować poziom inflacji, państwo może podwyższać lub obniżać stawki podatkowe. Oznacza to, że według MMT głównym składnikiem regulucjącym osiągnięcie stanu pełnego zatrudnienia jest polityka fiskalna.

## Porównanie MMT z ekonomią keynesowską głównego nurtu
MMT można porównać i skontrastować z ekonomią keynesowską głównego nurtu na różne sposoby:
| Temat                                          | Główny nurt | MMT |
| ---------------------------------------------- | --- | --- |
| Finansowanie wydatków rządowych                | Opowiada się za opodatkowaniem i emisją obligacji jako preferowanych metod finansowania wydatków rządowych. | Podkreśla, że opodatkowanie i emisja obligacji nie są wymagane do finansowania wydatków. |
| Cel opodatkowania                              | Finansowanie wydatków rządowych i eliminowanie nierówności. | Głównie w celu zwiększenia popytu na walutę. Wtórne zastosowania opodatkowania obejmują rozwiązanie problemu inflacji, rozwiązanie problemu nierówności dochodów i zniechęcenie do złych zachowań.                |
| Osiągnięcie pełnego zatrudnienia               | Główna strategia wykorzystuje politykę pieniężną; bank centralny ma „podwójny mandat” dotyczący maksymalnego zatrudnienia i stabilnych cen, ale cele te nie zawsze są zgodne. Na przykład znacznie wyższe stopy procentowe stosowane w celu obniżenia inflacji spowodowały również wysokie bezrobocie na początku lat osiemdziesiątych. | Główna strategia wykorzystuje politykę fiskalną; deficyt budżetowy wystarczająco duży, aby osiągnąć pełne zatrudnienie dzięki gwarancji zatrudnienia.                                                             |
| Kontrola inflacji                              | Kierowana przez politykę pieniężną; bank centralny ustala stopy procentowe zgodnie ze stabilnym poziomem cen, niekiedy ustalając docelową stopę inflacji. | Kierowana przez politykę fiskalną; rząd podnosi podatki lub emituje obligacje, aby usunąć pieniądze z sektora prywatnego. Gwarancja pracy zapewnia również NAIBER, który działa jako mechanizm kontroli inflacji. |
| Ustalanie stóp procentowych                    | Zarządzane przez bank centralny w celu osiągnięcia „podwójnego mandatu” maksymalnego zatrudnienia i stabilnych cen. | Podkreśla, że docelowa stopa procentowa nie jest silną polityką. Rząd może zdecydować się na utrzymanie polityki zerowej stopy procentowej, w ogóle nie emitując długu publicznego.                               |
| Wpływ deficytu budżetowego na stopy procentowe | Przy pełnym zatrudnieniu wyższy deficyt budżetowy może wyprzeć inwestycje. | Wydatki deficytowe mogą obniżyć stopy procentowe, zachęcając do inwestycji, a tym samym do „wypychania” działalności gospodarczej.                                                                                |
| Automatyczne stabilizatory                     | Podstawowymi stabilizatorami są ubezpieczenie na wypadek bezrobocia i bony żywnościowe, które zwiększają deficyty budżetowe w okresie spowolnienia. | Oprócz innych stabilizatorów gwarancja pracy zwiększyłaby deficyty w okresie spowolnienia gospodarczego. |

## Krytyka
Bezpośrednio w odpowiedzi na ankietę ekonomista MMT William K. Black powiedział: „Uczeni MMT nie twierdzą ani nie popierają żadnego z tych twierdzeń”. Wielu naukowców MMT uważa przypisywanie tych roszczeń za oszczerstwo.
Postkeynesowski ekonomista Thomas Palley argumentuje, że MMT jest w dużej mierze powtórzeniem elementarnej ekonomii keynesowskiej, ale jest podatna na „zbyt uproszczoną analizę” i niedocenianie ryzyka związanego z jej implikacjami politycznymi. Palley zaprzecza twierdzeniu MMT, jakoby standardowa analiza keynesowska nie uwzględniała w pełni tożsamości rachunkowych i ograniczeń finansowych rządu, który może emitować własne pieniądze. Twierdzi, że te spostrzeżenia są dobrze uchwycone przez standardowe modele keynesowskie zgodne z przepływem akcji IS-LM i są dobrze rozumiane przez keynesowskich ekonomistów przez dziesięciolecia. Krytykuje także MMT za „przejęcie problemu konfliktu fiskalno-walutowego” – to znaczy, że organ rządowy, który tworzy budżet wydatków (np. Kongres) może odmówić współpracy z organem rządowym kontrolującym podaż pieniądza (np. Rezerwa Federalna). W opinii Palleya polityka zaproponowana przez zwolenników MMT spowodowałaby poważną niestabilność finansową w otwartej gospodarce z elastycznymi kursami walutowymi, a stosowanie stałych kursów walutowych przywróciłoby twarde ograniczenia finansowe dla rządu i „podważyło główne twierdzenie MMT o uwolnieniu rządów od rządów ze standardowego rynku dyscypliny i ograniczenia finansowe”. Twierdzi także, że MMT nie ma wiarygodnej teorii inflacji, szczególnie w kontekście pełnego zatrudnienia u pracodawcy polityki ostateczności zaproponowanej po raz pierwszy przez Hymana Minsky’ego i popieranej przez Billa Mitchella i innych teoretyków MMT; braku umocnienia niestabilności finansowej, który może być spowodowany trwale zerowymi stopami procentowymi; i przeceniania znaczenia pieniędzy stworzonych przez rząd. Palley dochodzi do wniosku, że MMT nie daje żadnych nowych spostrzeżeń na temat teorii monetarnej, jednocześnie wysuwając bezpodstawne twierdzenia na temat polityki makroekonomicznej, i że MMT dopiero niedawno zwróciło na siebie uwagę, ponieważ jest „polemiką polityczną w czasach kryzysu”.
Nowy keynesowski ekonomista i laureat Nagrody Nobla, Paul Krugman, twierdzi, że MMT idzie za daleko w swoim poparciu dla deficytu budżetowego i ignoruje inflacyjne konsekwencje utrzymania deficytu budżetowego, gdy gospodarka rośnie. Krugman opisał wielbicieli MMT jako angażujących się w „calvinball” – grę z komiksu Calvin i Hobbes, w której gracze zmieniają zasady pod wpływem kaprysu. Ekonomista ze szkoły austriackiej Robert P. Murphy twierdzi, że MMT jest „całkowicie błędna” i że „światopogląd MMT nie dotrzymuje obietnic”. Zauważa, że twierdzenie MMT, że obniżenie deficytu budżetowego powoduje erozję prywatnych oszczędności, jest prawdziwe „tylko w przypadku części inwestycji prywatnych, które nie zostały zainwestowane” i twierdzi, że krajowe tożsamości rachunkowe użyte do wyjaśnienia tego aspektu MMT mogłyby być również wykorzystane do poparcia argumentów rządu deficyt „wypiera” inwestycje sektora prywatnego.